# STS-109
STS-109 (englisch Space Transportation System) ist die Missionsbezeichnung für einen Flug des US-amerikanischen Space Shuttles Columbia (OV-102) der NASA. Der Start erfolgte am 1. März 2002. Es war die 108. Space-Shuttle-Mission und der 27. und vorletzte Flug der Raumfähre Columbia.
Der erste Space-Shuttle-Flug des Jahres 2002 war der vierte Wartungsflug zum Hubble-Weltraumteleskop. Bei fünf Außenbordarbeiten (EVAs) wurden einige der betriebswichtigen Teile, wie das Solarmodul und ein Steuersystem, ausgetauscht. Zudem erhielt das Teleskop eine neue Kamera – die Advanced Camera for Surveys (ACS).

## Mannschaft
- Scott Altman (3. Raumflug), Kommandant
- Duane Carey (1. Raumflug), Pilot
- John Grunsfeld (4. Raumflug), Missionsspezialist
- Nancy Currie (4. Raumflug), Missionsspezialistin
- James Newman (4. Raumflug), Missionsspezialist
- Richard Linnehan (3. Raumflug), Missionsspezialist
- Michael Massimino (1. Raumflug), Missionsspezialist

Grunsfeld war bereits an der dritten Wartungsmission für das Hubble-Teleskop (STS-103) beteiligt gewesen. Altman (damals noch als Pilot) und Linnehan waren schon bei STS-90 gemeinsam im Weltraum gewesen.

## Vorbereitungen
Nach ihrer letzten Mission STS-93 wurde die Columbia zu ihrer zweiten Generalüberholung (Orbiter Major Down Period) zum Herstellerwerk im kalifornischen Palmdale geflogen. Dort wurden unter anderem die veralteten Bildschirme im Cockpit durch neue ausgetauscht, wodurch die Columbia nach der Atlantis der zweite Orbiter mit einem sogenannten Glascockpit wurde. Mitte 2001 wurde sie zum Kennedy Space Center zurückgeflogen und auf den Flug vorbereitet.
Aufgrund eines von Hubbles Gyroskopen, welches eine leichte Funktionsstörung aufwies und daher untersucht wurde, war zu dieser Zeit bereits der Starttermin um mehrere Monate verschoben worden. Obwohl der Start bereits für den 19. November 2001 geplant war, wurde er durch dieses Problem nach und nach auf den 14. Februar 2002 verschoben.
Die Columbia wurde am 17. Januar von der Orbiter Processing Facility zum Vehicle Assembly Building gefahren und dort an dem mit den Feststoffraketen verbundenen Außentank befestigt. Aufgrund eines Problemes mit dem Crawler Transporter, der das Shuttle zur Startanlage 39A bringen sollte, verzögerte sich der Rollout dorthin um mehrere Tage und fand schließlich am 28. Januar 2002 statt.
Wenige Tage später kam die Besatzung zum Terminal Countdown Demonstration Test am KSC an. Dort inspizierten sie die Flughardware und lernten den Umgang mit den Rettungssystemen an der Startanlage. Die Rettungssysteme sind für den Fall, dass die Mannschaft schon beim Start gezwungen ist, die Startanlage verlassen zu müssen. Mittlerweile war der Starttermin auf den 28. Februar 2002 verlegt worden.

## Missionsverlauf

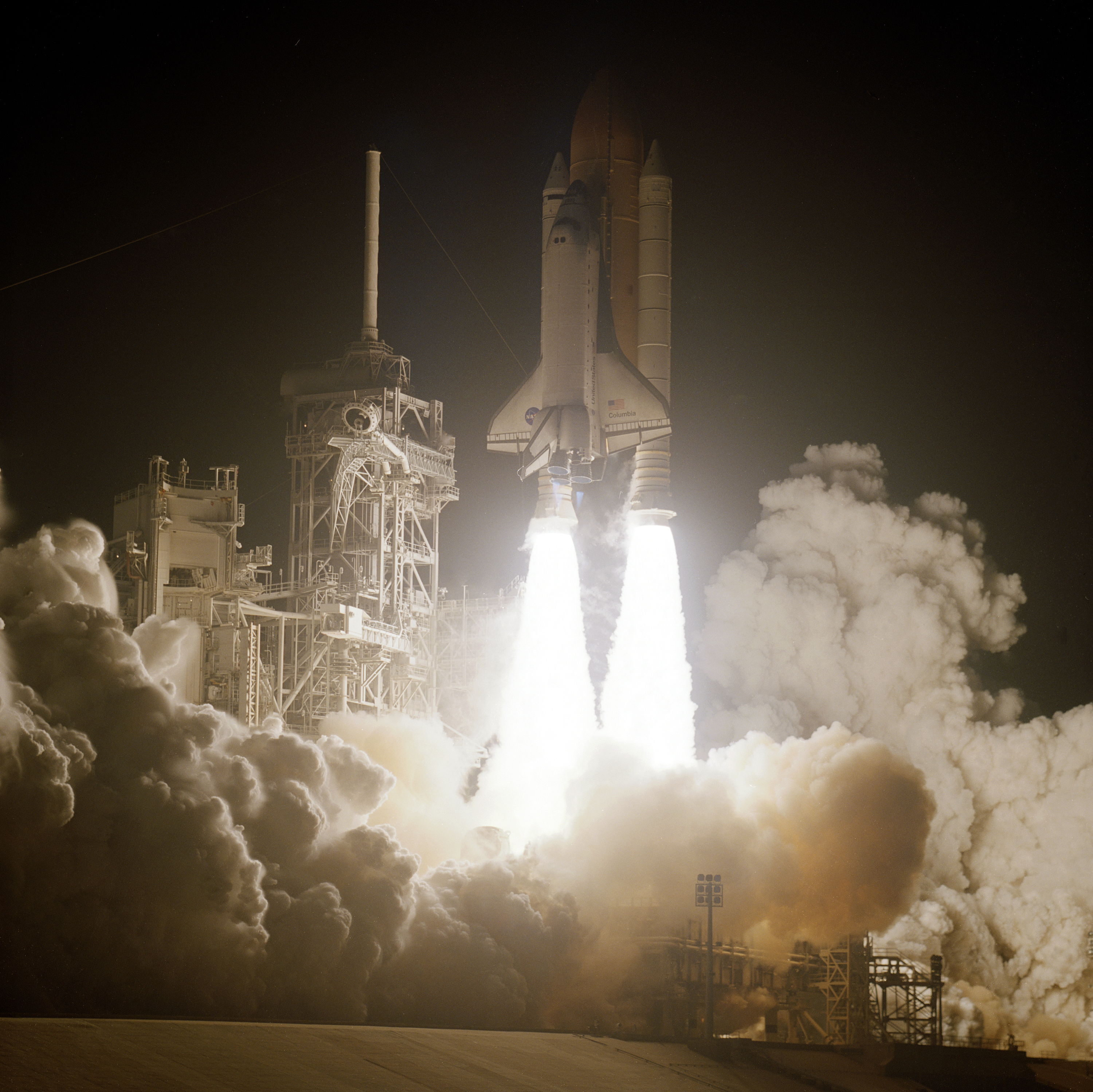
Start der Columbia zur STS-109 Mission

### Start
Die letzten Arbeiten am Shuttle wurden am 22. Februar 2002 beendet, sodass der Countdown am 25. Februar begonnen werden konnte. Wenige Stunden zuvor traf die Besatzung am Kennedy Space Center ein. Aufgrund der relativ niedrigen Temperaturen am Startplatz und eines Problems mit dem Fahrwerk entschied man sich jedoch dazu, den Start um einen Tag auf den 1. März 2002 um 11:22 Uhr UTC zu verschieben. Das Befüllen des Außentanks mit flüssigem Wasser- und Sauerstoff begann am 28. Februar gegen 19:00 Uhr UTC und endete um 22:13 Uhr UTC. Die Besatzung zog sich derweil ihre Start- und Landeanzüge an, verließ das Operations and Checkout Building und kam gegen 1:00 Uhr UTC an der Startanlage an. Nachdem sie das Shuttle bestiegen hatten, gab es ein kleines Problem mit einem Indikator, der das Schließen der Einstiegsluke anzeigen sollte, wodurch sich das endgültige Schließen der Luke etwas verzögerte. Dennoch hob die Columbia planmäßig zu Beginn des 64-minütigen Startfensters um 11:22:02 Uhr UTC ab. Zwei Minuten nach dem Start wurden die Feststoffraketen abgeworfen. Nach achteinhalb Minuten wurden die Haupttriebwerke abgeschaltet und zehn Sekunden später der externe Tank abgeworfen.
Nach dem Start stellte man fest, dass einer der Freon-Kühler des Shuttles Flüssigkeit verlor. Nachdem der Kühler eine Weile beobachtet wurde, konnte die Besatzung mit den normalen Aufgaben fortfahren. Der Kühler sollte während der gesamten Mission keine Probleme bereiten.

### Rendezvous und Einfangen

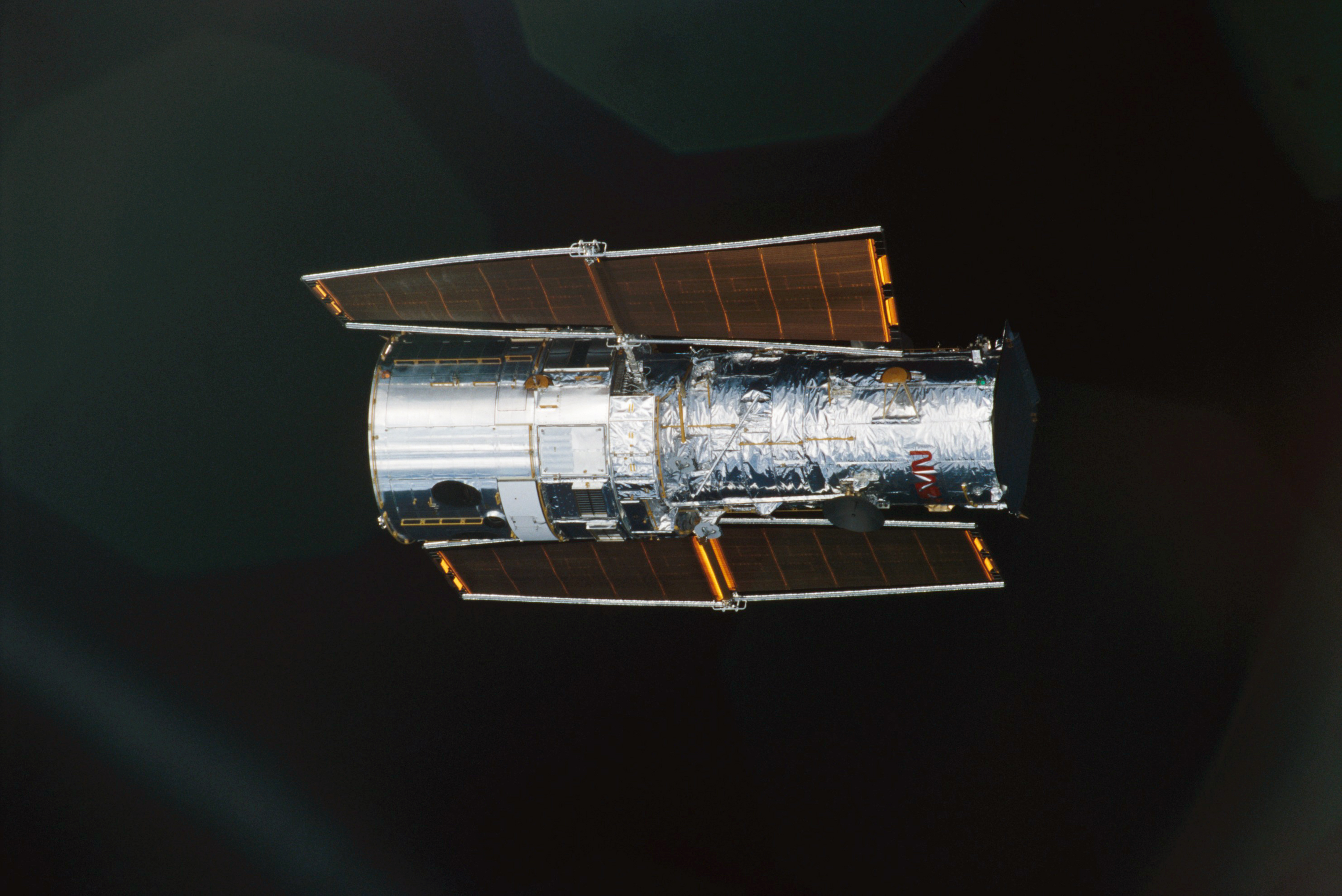
Hubble vor dem Einfangen

Beginnend mit dem ersten Aktivieren der OMS-Triebwerke, dem OMS-2-Burn, startete die Crew eine Reihe von sieben Triebwerkszündungen, die über die ersten drei Flugtage verteilt ausgeführt wurden und die Columbia in eine Position rund 15 km hinter Hubble brachte. In dieser Position erhielt Hubble vom Kontrollzentrum in Greenbelt das Kommando, die Übertragungsantenne zu verstauen und die Schutztür des inneren Spiegels zu schließen. Wenig später zündete die Columbia ihre Triebwerke erneut für den TI-Burn, der letzten Haupttriebwerkszündung vor dem Ergreifen des Teleskops, der den Abstand zwischen Shuttle und Teleskop weiter reduzierte und die Columbia in eine Position etwa 800 m unterhalb des Teleskops brachte. Von dort an übernahm Scott Altman die manuelle Kontrolle und brachte die Columbia in eine Position 12 m unterhalb von Hubble. Richard Linnehan unterstützte ihn dabei, indem er mittels eines tragbaren Lasermessgeräts die Distanz zu Hubble kontrollierte. Von dort aus benutzte Nancy Currie den Roboterarm, um Hubble zu ergreifen und auf die Wartungsbühne zu setzen. Dort wurde es befestigt und an die Stromversorgung des Shuttles angeschlossen. Viereinhalb Stunden später wurden Kommandos zum Einholen der Solarkollektoren gegeben, um sie während der ersten beiden Ausstiege austauschen zu können. Weiterhin bereitete man sich auf den ersten Ausstieg vor, der am Folgetag stattfinden sollte. Dazu gehörte, dass der Luftdruck in der Kabine auf 10,5 psi (725 mbar) reduziert wurde.

### Arbeiten an Hubble
Vom vierten bis zum neunten Flugtag wurde täglich ein Außenbordeinsatz durchgeführt, um die Leistung des Teleskops zu verbessern. Um dies zu ermöglichen, wurden zwei Teams gebildet, die abwechselnd die Ausstiege durchführten. John Grunsfeld und Linnehan bildeten das erste Team und übernahmen die Ausstiege eins, drei und fünf. Die Ausstiege zwei und vier wurden von James Newman und Michael Massimino durchgeführt. Bei allen fünf Ausstiegen war das jeweils nicht aktive Team für das Durchsprechen der Checklisten und Aufgaben des aktiven Teams verantwortlich. Während aller Ausstiege manövrierte Nancy Currie den Roboterarm des Shuttles. Scott Altman unterstützte sie dabei. Duane Carey übernahm diverse Aufgaben. Unter anderem war er für den Videodownlink verantwortlich.
Die Ausstiege lassen sich in zwei Gruppen teilen. Im Zuge der ersten drei Ausstiege wurde nahezu die gesamte Elektronik ausgetauscht. Betroffen waren die bereits erwähnten Solarkollektoren sowie die Power Control Unit (Energiekontrolleinheit, PCU). Die letzten beiden Ausstiege dienten der Erweiterung und Verbesserung der wissenschaftlichen Möglichkeiten mit dem Einbau der Advanced Camera for Surveys (ACS) und der Wiederinbetriebnahme von NICMOS (Near-Infrared Camera and Multi-Object Spectrometer) durch den Einbau eines neuen Kühlsystems.

#### Erneuerung der Elektronik

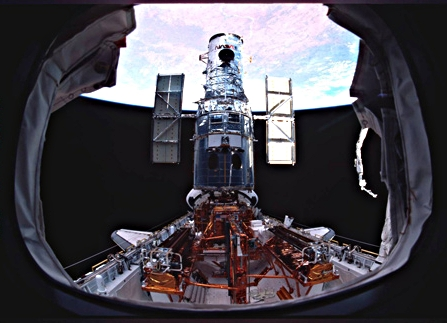
Hubble mit den neuen Solarkollektoren

Am vierten Flugtag unternahmen Grunsfeld und Linnehan den ersten von fünf Ausstiegen. Hauptaufgabe war der Austausch des Solarkollektors auf der rechten Seite der Columbia. Um dies zu ermöglichen, mussten einige vorbereitende Aufgaben durchgeführt werden. Unter anderem wurde der Manipulator Foot Restraint, eine Arbeitsplattform für Außenbordarbeiten, am Roboterarm des Shuttles befestigt. Anschließend ersetzten sie eine Sicherungsbox, um anschließend den bereits zusammengefahrenen Kollektor lösen zu können. Dieser wurde vorübergehend verstaut und der neue, effektivere und kleinere Kollektor an seiner ehemaligen Position installiert und ausgefaltet. Der Ausstieg endete mit dem Einpacken des alten Kollektors und Vorbereitungen auf weitere Ausstiege sowie eine Notfallrückkehr des Shuttles. Die Außenluke wurde nach sieben Stunden und einer Minute geschlossen.
Der zweite Ausstieg der Mission, der von Newman und Massimino durchgeführt wurde, verlief nach einer kurzen Vorbereitungsphase zunächst genauso wie der Ausstieg am Vortag. Hauptunterschied war dabei, dass statt des rechten nun der linke Kollektor ausgetauscht wurde. Anschließend holte Newman ein Set Gyroskope, welches als Ersatz für das fehlerhafte Set eingebaut werden sollte. Massimino öffnete derweil Hubble und begann, das Set zu demontieren. Er tauschte es anschließend bei Newman aus und installierte das neue Set in der Position, während Newman das alte Set in der Position verstaute, in der sich zuvor das neue Set befunden hatte. Zusätzlich tauschten sie zwei Halterungen aus, die sie nach einer kurzen Untersuchung für ersetzungsbedürftig erachteten. Nach den abschließenden Aufräumarbeiten endete der Ausstieg mit einer Dauer von sieben Stunden und 16 Minuten.

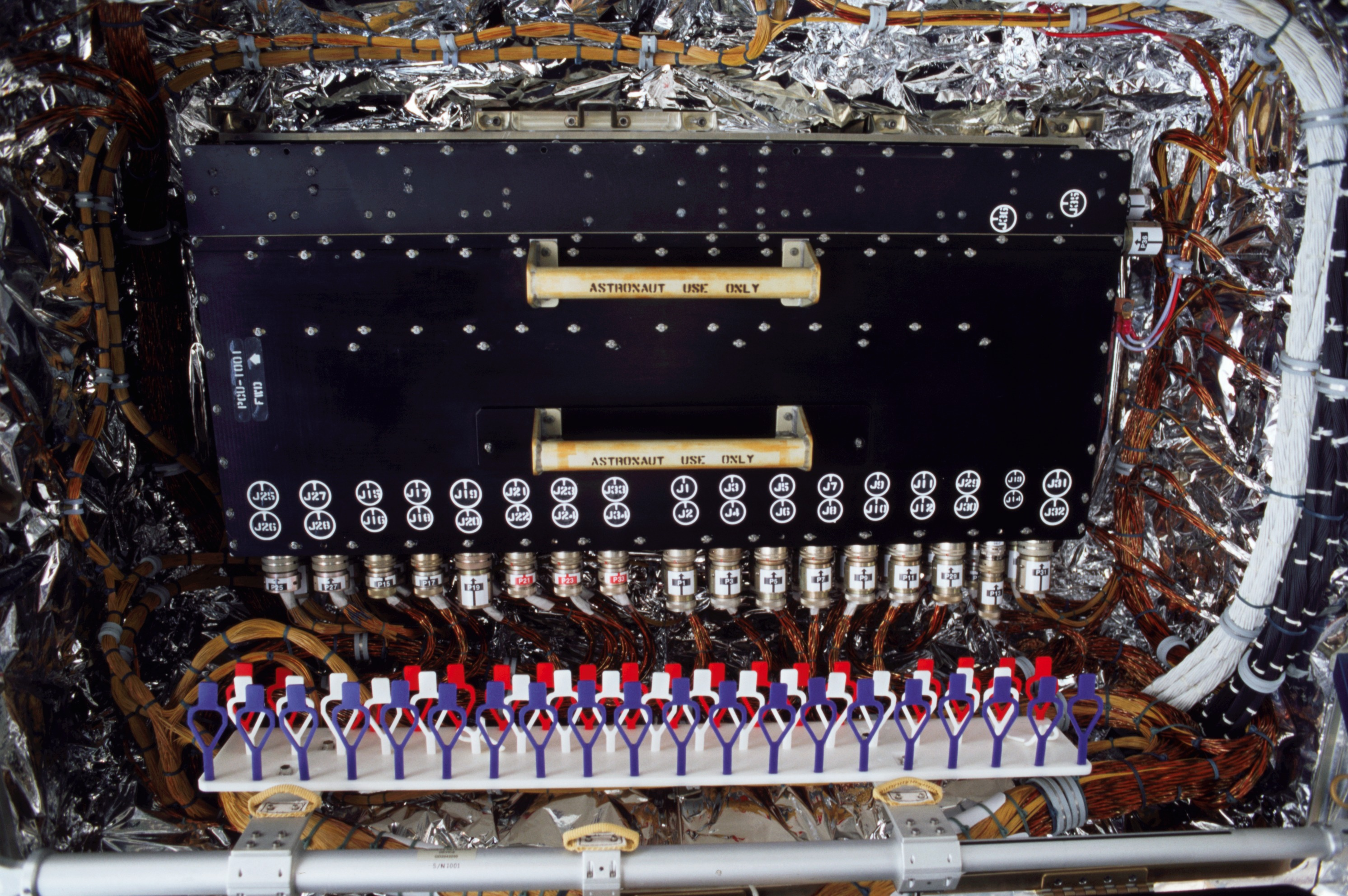
Die PCU Hubbles vor dem Austausch

Bedingt durch ein Wasserleck im Raumanzug von Grunsfeld verzögerte sich der Beginn des dritten Ausstiegs, während dessen die PCU ausgetauscht werden sollte. Dazu musste Hubble zum ersten Mal seit dem Start komplett abgeschaltet werden. Nach den Vorbereitungen wurden zunächst von Linnehan die Batterien von Hubble aus dem Stromnetz genommen und die Kabelenden mit einer Schutzabdeckung bedeckt. Grunsfeld installierte derweil diverse Hitzeschutzmatten an mehreren Stellen Hubbles, welche  dafür sorgen sollten, dass Hubble nicht zu sehr auskühlt, während es abgeschaltet ist. Er brachte anschließend weitere Werkzeuge zu Linnehan und begab sich in die Luftschleuse, um zusätzlichen Sauerstoff für den Rest des auf sieben Stunden ausgelegten Ausstiegs aufzunehmen. Gleichzeitig begann Linnehan 30 der 36 Verbindungen der Stromversorgung Hubbles von der PCU zu lösen. Er tauschte mit Grunsfeld die Plätze und holte die neue PCU aus der Nutzlastbucht. Grunsfeld löste die letzten sechs Verbindungen und holte die alte PCU aus seiner Position. Er tauschte sie bei Linnehan gegen die neue aus und installierte diese in der Position, in der sich zuvor die alte PCU befunden hat. Während er die elektrischen Verbindungen wiederherstellte, verstaute Linnehan die alte PCU und tankte seinen Anzug ebenfalls mit zusätzlichem Sauerstoff auf. Er nahm dann kleinere Wartungsarbeiten in Vorbereitungen auf die letzten beiden Ausstiege vor. Anschließend verband er die Batterien mit dem Stromnetz und demontierte einen Teil der Hitzeschutzmatten. Der Ausstieg, während dessen Hubble für vier Stunden und 24 Minuten ohne Strom war, endete nach den Aufräumarbeiten mit einer Dauer von sechs Stunden und 48 Minuten.

#### Erweiterung der wissenschaftlichen Fähigkeiten

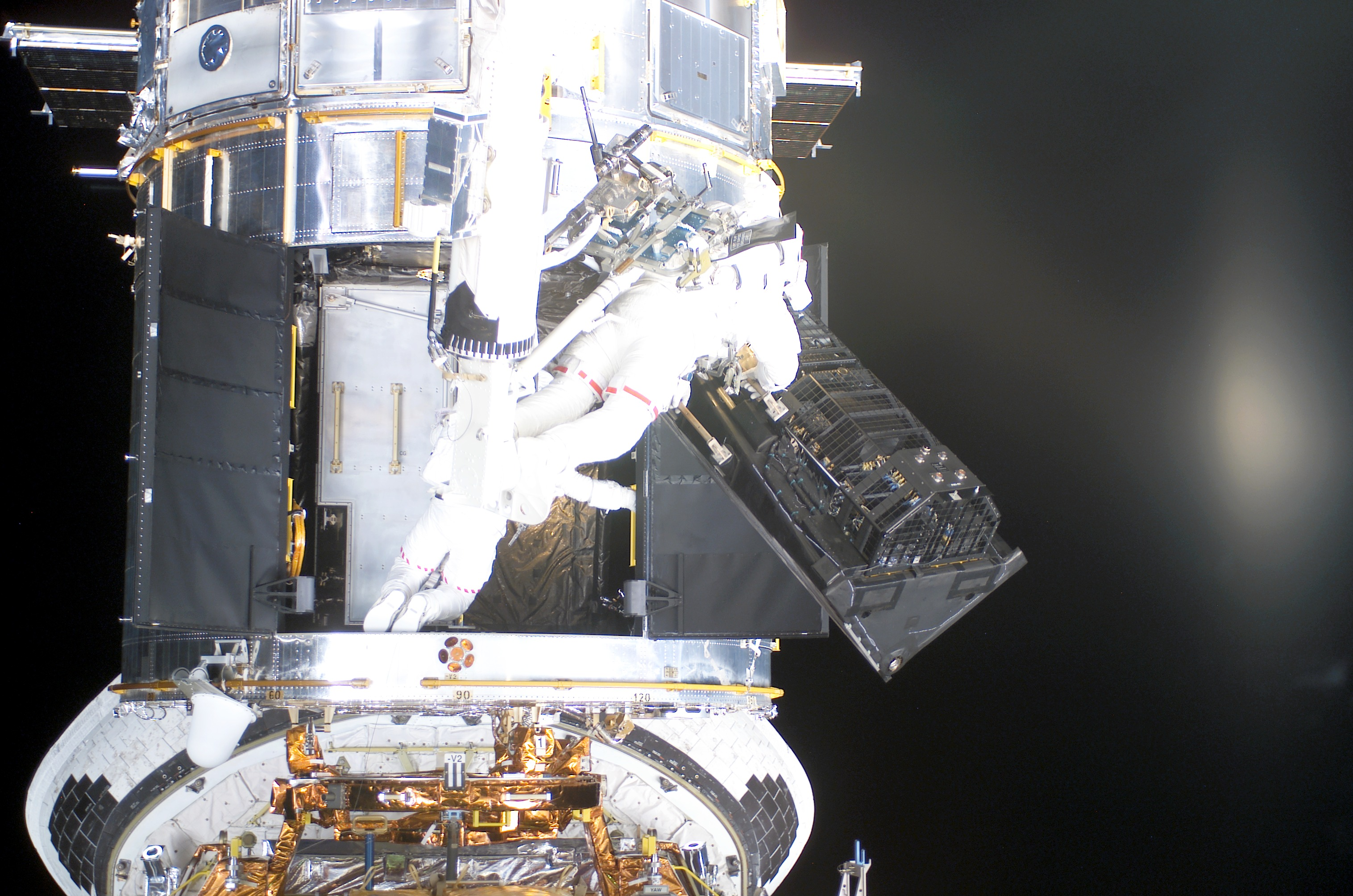
Die Faint Object Camera wird aus Hubble geholt

Während des vierten, vom Duo Newman und Massimino durchgeführten Ausstiegs arbeiteten diese nach den vorbereitenden Aufgaben zunächst zusammen, um die Faint Object Camera (FOC) aus dem Stromnetz zu nehmen und sie dann aus ihrer Position in Hubble zu entfernen, sodass sie von Newman vorübergehend verstaut werden konnte. Damit wurde das letzte von Hubbles Originalinstrumenten außer Dienst gestellt. Gemeinsam bereiteten sie den fünften Ausstieg vor, indem sie einen Stromverteiler installieren, bevor sie damit begannen, die ACS aus ihrer Halterung in der Nutzlastbucht zu holen und in Hubble zu befestigen und zu verbinden. Schließlich packten sie die FOC in den Behälter, der vormals die ACS beinhaltete und tauschten Positionen. Die nächste Aufgabe war die Montage einer elektronischen Zusatzeinheit, welche den Strom für das neu zu installierende Kühlungssystem bereitstellen sollte. Dazu war es nötig, dass diverse Stromverbindungen neu gelegt werden mussten. Schließlich entfernten sie die Hitzeschutzmatten, die vom dritten Ausstieg verblieben waren und kehrten nach den Aufräumarbeiten und einer Ausstiegsdauer von sieben Stunden und 18 Minuten wieder in die Luftschleuse zurück.
Während des letzten Ausstiegs von Grunsfeld und Linnehan installierten sie nach den vorbereitenden Aufgaben das neue Kühlsystem für NICMOS. Dazu bereiteten sie zunächst das Gerät selber vor, indem sie die Erdung modifizierten und das alte Kühlsystem deaktivierten. Anschließend holten sie den Kühler und befestigten ihn in Hubble damit Grunsfeld ihn an den Stromkreis anschließen konnte. Linnehan begann derweil, den zum Kühlsystem gehörenden Radiator aus der Nutzlastbucht zu holen. Sie brachten ihn an Hubbles Äußerem an und verbanden ihn mit dem Kühlmittelkreislauf und dem Stromnetz. Auch der Kühler selbst wurde weiter am Stromnetz befestigt. Nach weitergehenden Aufräumarbeiten endete dieser Ausstieg nach sieben Stunden und 32 Minuten.

### Aussetzen und Rückkehr

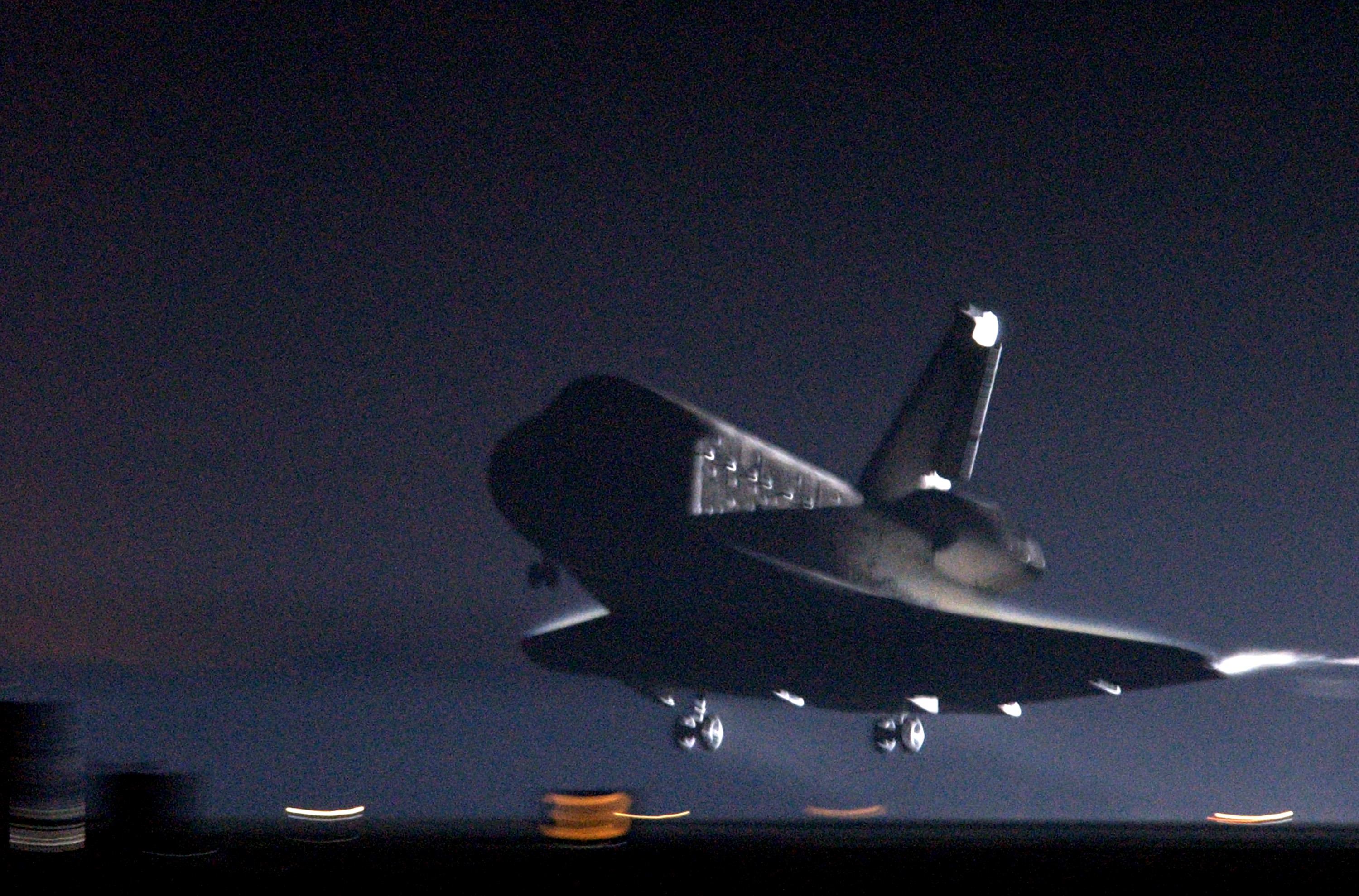
Die Columbia landet am Kennedy Space Center

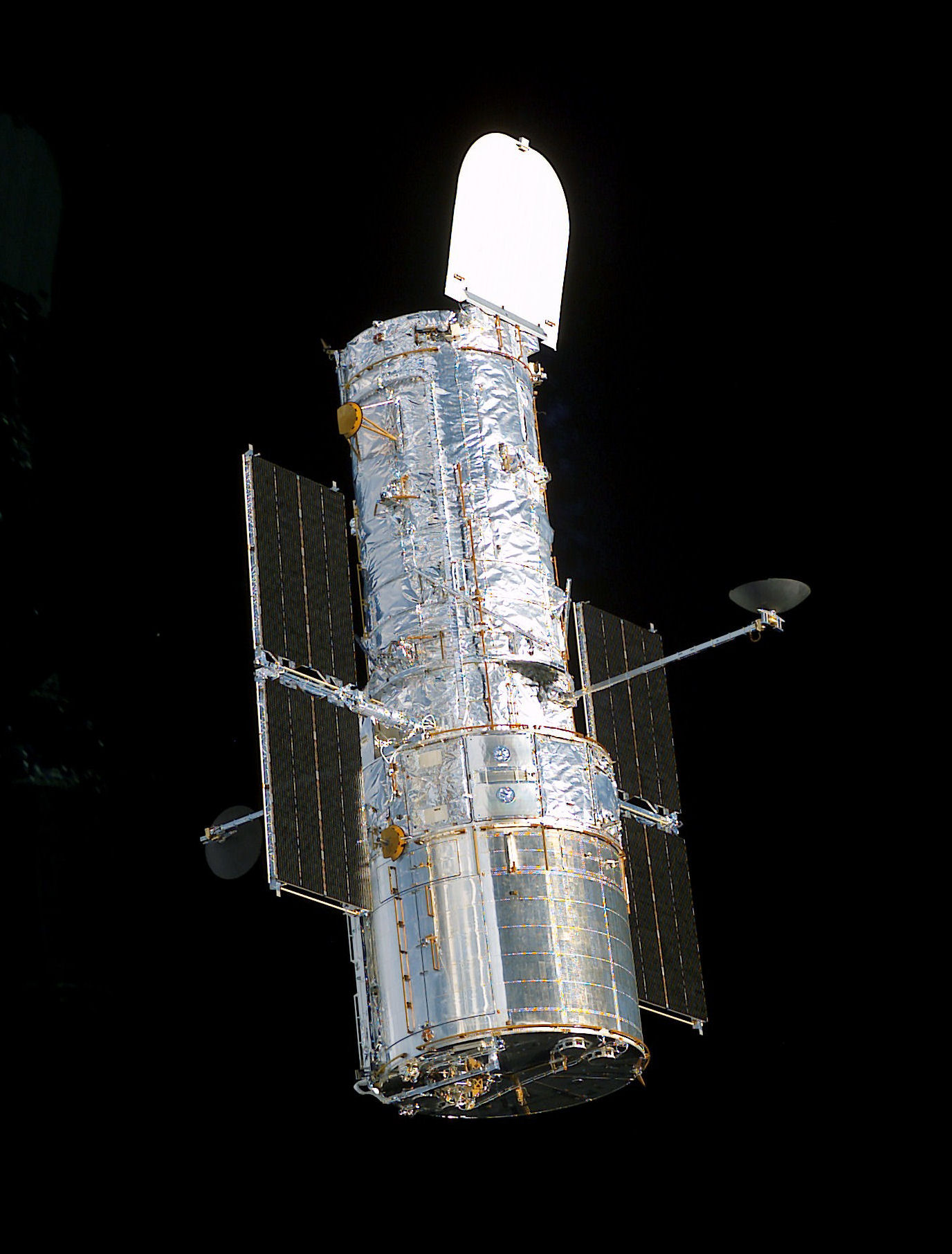
Hubble nach der Wartungsmission STS-109

Am neunten Flugtag begannen die Vorbereitungen auf das Wiederaussetzen von Hubble sowie einen nicht benötigten Reserveausstieg von Newman und Massimino. Etwa drei Stunden vor dem Aussetzen befestigte Currie den Roboterarm der Columbia am Ankerpunkt Hubbles. Wenig später wurden die Übertragungsantennen wieder ausgefahren und die Columbia in eine Position gebracht, die es Hubbles neuen Solarkollektoren ermöglichen sollte, Hubbles Batterien aufzuladen. Zwei Stunden vor dem Aussetzen wurde Hubble wieder auf die interne Energieversorgung geschaltet und von der Stromversorgung des Shuttles getrennt. Kurz darauf wurde Hubble aus seiner Halterung gelöst und von Michael Massimino aus der Nutzlastbucht gehoben. Nancy Currie übernahm anschließend die Aufgabe, den Arm von Hubble zu lösen und in eine sichere Position zu bringen. Danach begannen Scott Altman und Duane Carey damit, die Columbia von Hubble wegzumanövrieren.
Die nächsten Tage dienten zum einen der Erholung der Besatzung von den fünf aufeinanderfolgenden Ausstiegen, zum anderen aber auch den Vorbereitungen auf die Landung. So wurden während des zehnten und elften Flugtages alle nicht mehr benötigten Utensilien verstaut und am elften Flugtag das RCS-Hotfire, bei welchem die Hilfstriebwerke für die Landung geprüft werden, durchgeführt. Da es dabei keine weiteren Probleme gab, konnte die Columbia am nächsten Tag um 8:32 Uhr UTC am Kennedy Space Center landen und diese vierte Wartungsmission mit einer Dauer von zehn Tagen, 22 Stunden, elf Minuten und 9 Sekunden beenden.

## Resümee
Für das Shuttleprogram war diese Mission ein voller Erfolg. Die Columbia und ihre Besatzung arbeiteten perfekt zusammen und verbesserten mit 35 Stunden und 55 Minuten den während STS-61 aufgestellten Rekord für die Gesamtdauer der Ausstiege während einer Mission um 27 Minuten.
Nach einer mehrwöchigen Testphase wurde Hubble wieder für wissenschaftliche Zwecke freigegeben. Sowohl ACS als auch NICMOS arbeiteten einwandfrei und ACS übertraf teilweise die Erwartungen. Mit diesen Ergebnissen war man zuversichtlich, dass während der fünften Wartungsmission Hubble durch den Einbau der Wide Field Camera 3 (WFC-3) und des Cosmic Orgin Spectograph (COS) als Ersatz für die WFPC-2 und die COSTAR-Optikkorrigierung sowie neuen Batterien und Sensoren bis wenigstens 2010 weiterbetrieben werden könnte. Anschließend sollte das Teleskop wieder zur Erde zurückgebracht werden. Für beide Flüge war die Columbia vorgesehen, da sie aufgrund ihrer schwereren Bauweise für eine ISS-Mission ungünstig war.
Tragischerweise wurden die Pläne für weitere Hubble-Wartungsmissionen hinfällig, als die Columbia während ihrer nächsten Mission STS-107 beim Wiedereintritt in die Erdatmosphäre auseinanderbrach und ihre Besatzung dabei umkam. Infolgedessen wurden alle Shuttleflüge, die nicht zur Internationalen Raumstation (ISS) führten, ersatzlos gestrichen, da in diesen Fällen das Prinzip des sicheren Hafens nicht greifen konnte. Nach den erfolgreichen „Return-to-Flight“-Missionen STS-114 und STS-121 sowie der Entwicklung eines Rettungsmissionsprofils wurde dem Druck vieler Wissenschaftler nachgegeben und der fünfte Wartungsflug zum Hubble als STS-125 wieder in den Flugplan aufgenommen.